# Bo Anders Larsson
Bo Anders Larsson, född 8 november 1946 i Avesta församling i Dalarnas län, är en svensk ljudtekniker och musikproducent.
Larsson var på 1960-talet medlem i bandet Tintacs från Vaxholm som senare ändrade namn till Ron Faust och i vilket även Lorne de Wolfe ingick. Larsson var en av grundarna av skivbolaget MNW och var till 1973 verksam där som ljudtekniker och producent, bland annat åt Hoola Bandoola Band och Blå Tåget. 
Larsson gav 1970 ut ett eget soloalbum under artistnamnet Scorpion, vilket var producerat av Kim Fowley. Detta album, I Am the Scorpion, är stilmässigt mycket varierat och innehåller även hyllningar till Jimi Hendrix och Janis Joplin, som båda avled vid tidpunkten för inspelningen. Musiker är Lasse Summanen (från Charlie & Esdor), Hasse Jonsson (från Rowing Gamblers), Pelle Holm (senare i Kebnekajse), Rolf Adolfsson, Sam Ellison och hela Contact. Från detta album utkom även en singel och sommaren därpå kom en ny singel med Scorpion, nu med Lasse Summanen på gitarr, Esdor Jensen på bas och Charlie Franzén på trummor, men därefter var Larssons solokarriär slut. 
Efter att ha lämnat MNW var Larsson verksam som producent och ljudtekniker i andra studios. Han återförenades med Lorne de Wolfe 1975 i bandet Vargen, men återgick till inspelningsbordet när detta band utvecklats till Hansson de Wolfe United.

## Diskografi
Studioalbum
- 1970 – I Am the Scorpion (Green Light 9P)

Singlar
- 1970 – "Michoican" / "Everybody Knows My Name" (Green Light 28S)
- 1971 – "It's All Over Now" / "Wolf's Mouth Song" (Green Light 37S)